# Bahnstrecke Ljusdal–Hudiksvall
| Bahnhof Hybo, heute in Privatbesitz |                                                            |                                        |                                        |
| Streckenlänge: | 62 km                                                      |                                        |                                        |
| Spurweite: | Hudiksvall–Näsviken 1217 mm Gesamtstrecke ab 1888: 1435 mm |                                        |                                        |
| Stromsystem: | 15 kV 16⅔ Hz ~                                             |                                        |                                        |
| Maximale Neigung: | 10 ‰                                                       |                                        |                                        |
| Minimaler Radius: | 300 m                                                      |                                        |                                        |
| |                                                            |                                        |                                        |
| \| \| \| Norra stambanan von Ånge \| \| \| \| 380,3 \| Ljusdal \| Ljusdal \| \| \| 385,2 \| Weichenverbindung, seit 4. Okt. 1996 \| Weichenverbindung, seit 4. Okt. 1996 \| \| \| \| Norra stambanan nach Bollnäs \| \| \| \| 386,4 \| Hybo (Hlp ab 3. Okt. 1977) \| Hybo (Hlp ab 3. Okt. 1977) \| \| \| \| Hafenbahn Hybo[1] \| \| \| \| \| Gryttjen \| \| \| \| \| Gryttjen \| \| \| \| 390,9 \| Gryttjesbo (bis 1. Jan. 1967) \| Gryttjesbo (bis 1. Jan. 1967) \| \| \| 397,4 \| Källbergsbo (1944–1945) \| Källbergsbo (1944–1945) \| \| \| 401,1 \| Långbacka (Hlp ab 1960) \| Långbacka (Hlp ab 1960) \| \| \| 407,1 \| Delsbo \| Museumsverkehr \| \| \| \| Klubboån \| \| \| \| 410,9 \| Fredriksfors \| Museumsverkehr \| \| \| 415,2 \| Sandudden (ab 1. Okt. 1918) \| Sandudden (ab 1. Okt. 1918) \| \| \| 420,0 \| Dellen (1932–15. Mai 1934) \| Dellen (1932–15. Mai 1934) \| \| \| \| Tunnel Näsviken 1 \| 147 m \| \| \| \| Tunnel Näsviken 2 \| 175 m \| \| \| \| Rolfstaån \| \| \| \| 425,4 \| Näsviken (Hlp ab 12. Juni 1979) \| Näsviken (Hlp ab 12. Juni 1979) \| \| \| \| Industriegleis Forsså \| \| \| \| \| Rolfstaån \| \| \| \| 426,2 \| Hillen (Hpr, 1954–1. Juni 1969) \| Hillen (Hpr, 1954–1. Juni 1969) \| \| \| 426,5 \| Forsa Ångsåg (20. Nov. 1872–1923) \| Forsa Ångsåg (20. Nov. 1872–1923) \| \| \| 430,3 \| Forsa (Hp ab 11. Nov. 1974) \| Forsa (Hp ab 11. Nov. 1974) \| \| \| \| Rolfstaån \| \| \| \| 432,9 \| Hedsta (1870–1. Juni 1969, Hp ab 1917) \| Hedsta (1870–1. Juni 1969, Hp ab 1917) \| \| \| \| Europastraße 4 \| \| \| \| \| X583 (Brücke abgebaut) \| \| \| \| \| Ostkustbanan von Söderhamn \| \| \| \| 441,5 \| Hudiksvall \| Hudiksvall \| \| \| \| Ostkustbanan nach Sundsvall \| \| \| \| \| \| \| \| Quellen: [2][3] \| \| \| \| |                                                            |                                        |                                        |
| Strecke |                                                            | Norra stambanan von Ånge               | Norra stambanan von Ånge               |
| Bahnhof | 380,3                                                      | Ljusdal                                | Ljusdal                                |
| Blockstelle | 385,2                                                      | Weichenverbindung, seit 4. Okt. 1996   | Weichenverbindung, seit 4. Okt. 1996   |
| Abzweig ehemals geradeaus und nach rechts |                                                            | Norra stambanan nach Bollnäs           | Norra stambanan nach Bollnäs           |
| Bahnhof (Strecke außer Betrieb) | 386,4                                                      | Hybo (Hlp ab 3. Okt. 1977)             | Hybo (Hlp ab 3. Okt. 1977)             |
| Abzweig geradeaus und nach rechts (Strecke außer Betrieb) |                                                            | Hafenbahn Hybo                         | Hafenbahn Hybo                         |
| Brücke über Wasserlauf (Strecke außer Betrieb) |                                                            | Gryttjen                               | Gryttjen                               |
| Brücke über Wasserlauf (Strecke außer Betrieb) |                                                            | Gryttjen                               | Gryttjen                               |
| Haltepunkt / Haltestelle (Strecke außer Betrieb) | 390,9                                                      | Gryttjesbo (bis 1. Jan. 1967)          | Gryttjesbo (bis 1. Jan. 1967)          |
| Haltepunkt / Haltestelle (Strecke außer Betrieb) | 397,4                                                      | Källbergsbo (1944–1945)                | Källbergsbo (1944–1945)                |
| Bahnhof (Strecke außer Betrieb) | 401,1                                                      | Långbacka (Hlp ab 1960)                | Långbacka (Hlp ab 1960)                |
| Kopfbahnhof Strecke bis hier außer Betrieb | 407,1                                                      | Delsbo                                 | Museumsverkehr                         |
| Brücke über Wasserlauf |                                                            | Klubboån                               | Klubboån                               |
| Haltepunkt / Haltestelle Strecke ab hier außer Betrieb | 410,9                                                      | Fredriksfors                           | Museumsverkehr                         |
| Haltepunkt / Haltestelle (Strecke außer Betrieb) | 415,2                                                      | Sandudden (ab 1. Okt. 1918)            | Sandudden (ab 1. Okt. 1918)            |
| Haltepunkt / Haltestelle (Strecke außer Betrieb) | 420,0                                                      | Dellen (1932–15. Mai 1934)             | Dellen (1932–15. Mai 1934)             |
| Tunnel (Strecke außer Betrieb) |                                                            | Tunnel Näsviken 1                      | 147 m                                  |
| Tunnel (Strecke außer Betrieb) |                                                            | Tunnel Näsviken 2                      | 175 m                                  |
| Brücke über Wasserlauf (Strecke außer Betrieb) |                                                            | Rolfstaån                              | Rolfstaån                              |
| Bahnhof (Strecke außer Betrieb) | 425,4                                                      | Näsviken (Hlp ab 12. Juni 1979)        | Näsviken (Hlp ab 12. Juni 1979)        |
| Abzweig geradeaus und nach rechts (Strecke außer Betrieb) |                                                            | Industriegleis Forsså                  | Industriegleis Forsså                  |
| Brücke über Wasserlauf (Strecke außer Betrieb) |                                                            | Rolfstaån                              | Rolfstaån                              |
| Haltepunkt / Haltestelle (Strecke außer Betrieb) | 426,2                                                      | Hillen (Hpr, 1954–1. Juni 1969)        | Hillen (Hpr, 1954–1. Juni 1969)        |
| Haltepunkt / Haltestelle (Strecke außer Betrieb) | 426,5                                                      | Forsa Ångsåg (20. Nov. 1872–1923)      | Forsa Ångsåg (20. Nov. 1872–1923)      |
| Bahnhof (Strecke außer Betrieb) | 430,3                                                      | Forsa (Hp ab 11. Nov. 1974)            | Forsa (Hp ab 11. Nov. 1974)            |
| Brücke über Wasserlauf (Strecke außer Betrieb) |                                                            | Rolfstaån                              | Rolfstaån                              |
| Bahnhof (Strecke außer Betrieb) | 432,9                                                      | Hedsta (1870–1. Juni 1969, Hp ab 1917) | Hedsta (1870–1. Juni 1969, Hp ab 1917) |
| Strecke mit Straßenbrücke (Strecke außer Betrieb) |                                                            | Europastraße 4                         | Europastraße 4                         |
| Brücke (Strecke außer Betrieb) |                                                            | X583 (Brücke abgebaut)                 | X583 (Brücke abgebaut)                 |
| Abzweig ehemals geradeaus und von rechts |                                                            | Ostkustbanan von Söderhamn             | Ostkustbanan von Söderhamn             |
| Bahnhof | 441,5                                                      | Hudiksvall                             | Hudiksvall                             |
| Strecke |                                                            | Ostkustbanan nach Sundsvall            | Ostkustbanan nach Sundsvall            |
| |                                                            |                                        |                                        |
| Quellen: |                                                            |                                        |                                        |

Die Bahnstrecke Ljusdal–Hudiksvall, umgangssprachlich Dellenbanan genannt, wurde in mehreren Teilabschnitten als Schmalspurstrecke mit der Spurweite 1217 mm in der schwedischen Provinz Gävleborgs län durch die Hudiksvalls Järnväg (HJ) zwischen Hudiksvall und Näsviken eröffnet. Nach dem Kauf der Strecke durch den Staat wurde sie durchgehend auf die normal in Schweden übliche Spurweite von 1435 mm umgebaut und ab 1888 durch Statens Järnvägar betrieben.

## Geschichte
Mitte des 19. Jahrhunderts herrschte große Nachfrage nach Holz und Holzprodukten in Europa. Diese führte dazu, dass auch in Hälsingland eine Holzindustrie entstand. Für den Transport von Baumstämmen aus dem Landesinnern zu den Häfen an der Küste wurden hauptsächlich die Wasserwege genutzt. Als der Politiker und Bergbauunternehmer Per Adolf Tamm Pläne für ein Kanalsystem vom Dellen über Näsviken und Forsa Richtung Iggesund vorlegte, machte sich unter führenden Politikern der Stadt Hudiksvall die Sorge breit, von den Transportwegen abgeschnitten zu werden. Hudiksvall verfügte zwar über einen gut ausgebauten Hafen, aber nicht über eine Flussmündung in Hafennähe. Der Hafen war ein bedeutender Umschlagplatz für den Transport von Eisenerz zu den Hochöfen im Landesinnern. Der über den Hafen abgewickelte Handel brachte der Stadt gute Gewinne. Sie war daher bestrebt, Hudiksvall und Forsa mit einer Eisenbahnstrecke zu verbinden und so die Transportwege nach Hudiksvall zu lenken.

### Hudiksvalls Järnväg
Die Bauarbeiten an der neuen Strecke wurden 1858 aufgenommen. 1860 wurde der Streckenabschnitt zwischen Hudiksvall und Forsa durch die Hudiksvalls Järnväg (HJ) eröffnet. Die Strecke war elf Kilometer lang und hatte die Spurweite von 1217 mm. Schienen, Lokomotiven und Wagen mussten in England eingekauft werden. Die Strecke war bei ihrer Eröffnung die nördlichste Bahnstrecke der Welt. In Forsa konnten nun Eisenerze und Holz vom Wasser auf die Bahn umgeladen werden. Die Bahn war nur in der Zeit in Betrieb, in der die Dellen-Seen und der Hafen Hudiksvall eisfrei waren. Der Güterverkehr war umfangreich, deshalb wurde die Strecke 1872 nach Näsviken verlängert.

### Übernahme durch Statens Järnvägar
Anfang der 1880er Jahre wurde die Norra stambana nach Ljusdal eröffnet. Der Staat erkannte, dass mit der Strecke der HJ eine Verbindung von Ljusdal nach Hudiksvall erstellt werden konnte. 1887 wurde die Strecke gekauft und auf Normalspur umgespurt. Ihr Zustand war schlecht und sie war teilweise zu steil für den Normalspurbetrieb. Daher wurde ein großer Teil der Strecke neu verlegt und begradigt. 1887 wurde der Abschnitt Ljusdal–Delsbo in Betrieb genommen, im Sommer 1888 wurde die Gesamtstrecke Ljusdal–Hudiksvall eröffnet. Nun wurde der Bahnverkehr während des ganzen Jahres abgewickelt.
1924 erreichte auch die Ostkustbana Hudiksvall. Am 31. Mai 1959 wurde die Strecke elektrifiziert. Ab diesem Zeitpunkt wurden elektrische Triebwagen der Baureihen X16/X17 eingesetzt.
Statens Järnväger wollte bereits 1969 den Personenverkehr einstellen, was jedoch abgelehnt wurde. Am 13. Januar 1985 wurde der Personenverkehr und am 1. November 1986 der Güterverkehr zwischen Delsbo und Hudiksvall eingestellt. Am 1. Oktober 1989 folgte der Abschnitt Ljusdal–Delsbo sowie die formelle Einstellung der Gesamtstrecke.
Am 10. November 1996 wurde eine Weichenverbindung etwa fünf Kilometer nach dem Bahnhof Ljusdal zwischen Dellenbane und Norra stambana in Betrieb genommen, um den Streckenabschnitt zweigleisig betreiben zu können.

## Heutiger Zustand
Heute vermietet der Verein Järnvägsföreningen Dellenbanans Vänner auf der Strecke Draisinen an Touristen und bietet an einigen Tagen im Jahr Museumsverkehr mit dem historischen Schienenbus Y8 1132 auf dem Abschnitt Delsbo–Fredriksfors an.
Die Gleisanlagen sind nahezu vollständig erhalten, wenn auch zum Teil erheblich überwachsen. An beiden Enden der Strecke wurden die Weichen zur jeweiligen Hauptbahn entfernt, damit keine Touristen-Draisinen auf die in Betrieb befindlichen Strecken auffahren. Die Oberleitung existiert größtenteils noch, ist aber seit der Stilllegung stromlos.

## Zukunft
Der Museumsbahnverein engagiert sich über den Museums- und Draisinenbetrieb hinaus auch für eine Wiederinbetriebnahme der Dellenbahn für den planmäßigen Zugbetrieb. So konnte auf Initiative des Vereins 2008 die Streckenunterbrechung für den Neubau der Autobahn E 4 südwestlich von Hudiksvall verhindert werden.